# Jean Danican Philidor
Jean Danican Philidor fou un músic francès nascut vers 1610 i mort a Versalles el 8 de setembre de 1679.

## Biografia
Jean Danican fou un oboista virtuós dins la Grande Écurie, i també compongué minuets i contradanses avui perduts.
Fou nomenat oboista "dels Mosqueters del Rei" abans de 1645, fins a la dissolució d'aquesta companyia el 1646, quan va quedar com a músic de la Cambra del rei, on hi constava com a oboista el 1649. Se sap que va seguir el rei a Bordeus i Tolosa el 1659, a Flandes el 1670 i al Franc Comtat el 1674.
Formà part de la dinastia dels Philidor. No se sap del cert si fou fill o bé el germà petit de Michel Danican I, però sí que se sap que era el pare d'André Danican I, dit l'ainé, de Jacques Danican dit le cadet i d'Alexandre Danican, mort vers 1700, tots ells instrumentistes.